# Vellosiella
Vellosiella es un género plantas fanerógamas perteneciente a la familia Scrophulariaceae. Ahora clasificada dentro de la familia Orobanchaceae. Comprende 3 especies descritas.

## Taxonomía
El género fue descrito por Henri Ernest Baillon y publicado en Bulletin Mensuel de la Société Linnéenne de Paris 1: 715. 1887.    La especie tipo es:  Vellosiella dracocephaloides Baill.	

## Especies
- Vellosiella dracocephaloides Baill.
- Vellosiella spathacea
- Vellosiella westermanii